# 伝聞証拠禁止の原則
伝聞証拠禁止の原則（でんぶんしょうこきんしのげんそく）とは、伝聞証拠（後述）の証拠能力を否定する訴訟法上の原則を言う。これにより、伝聞証拠は原則として証拠とすることができない。単に伝聞法則（でんぶんほうそく）とも呼ばれる。
日本法では、この原則は刑事訴訟にのみ認められる（刑事訴訟法320条1項）。ただし、同法321条以下に伝聞証拠であってもこれを証拠とすることができる例外的な場合に関する規定を置いている（→#伝聞例外）。アメリカ法にあっては、州法・連邦法によって多少の差異はあるものの（大部分の州法は連邦法の伝聞証拠規則を準拠しているが、州法独自の伝聞証拠規則を持つこともある）、民刑事を問わずに妥当する重要な法原則（Hearsay Evidence Rule）の一つである。

## 日本法での原則

### 概要
この原則の理論的説明は、日本の刑事訴訟法の通説たる学説では次のようになされる。
まず、伝聞証拠とは、公判廷における供述に代えて書面を証拠とする場合、または、公判廷外における他の者の供述を内容とする供述を証拠とする場合であって、原供述(元々の供述)の内容の真実性が問題となる証拠を言う（形式説。この点につき、伝聞証拠を反対尋問によるテストを経ていない供述証拠とする実質説もある）。例としては、関係者の供述を書面に落とした場合にその書面が証拠と認められるかどうか、という形で現れる。また、他の者の供述を内容とする供述とは、例えば、目撃者が犯行状況を話したのを証言者が聞いた、という場合に、目撃者本人ではなく間接的に聞いた証言者の供述のみで、犯行状況に関する証拠として用いてよいかどうか、ということを意味する。
供述証拠は、知覚・記憶・表現・叙述の過程を経て公判廷にあらわれる。そして、この各過程にあって誤りが生じる可能性がある。見間違い、記憶違い、言い間違い、嘘をついているなどの可能性があるからである。この誤りの可能性は、対立当事者などによる（反対）尋問によってただされ、本人の一通りの供述だけをそのまま証拠とするのとくらべて、裁判の過程で証拠として取り扱うのに支障のない程度まで縮減されると考えられている（これは当該供述を証拠として取り扱って良いかどうか、という証拠能力の問題であり、その供述に表れた内容が認定できるかどうかは、証明力の問題として別途吟味される）。
しかし、供述が伝聞証拠という形で公判廷に提示されるとすると、対立当事者などが（反対）尋問をすることはできない。すなわち、書面に反対尋問をすることはできないし、又聞きの場合には、原供述者の誤りについては反対尋問をすることができない。上記の例で言えば、目撃者の供述に誤りがないかは、目撃者を（反対）尋問しなければ確認する過程を経ることができず、それを聞いたと言う供述者を尋問しても、確かに目撃者がそう言っていたかどうかについては検証することができても、それ以上の検討はできない。
したがって、伝聞証拠を証拠とすると事実認定に誤りを生じる可能性が類型的に高いことから、証拠能力を否定して原則これを証拠とすることは出来ない、とするものである。
以上の理論を実定化したものが刑事訴訟法320条である。
刑事訴訟法320条の理論的根拠はもっぱら憲法37条2項の証人審問権にあるとする見解がある。ただ、刑事訴訟法上の伝聞法則が弁護側と検察側とを区別していないことから、証人審問権のみでは伝聞証拠の理論的根拠として不十分であるとの批判がある。

### 伝聞例外
伝聞証拠は原則として証拠とすることができないため（刑事訴訟法320条）、供述内容を証拠としたい場合には、原供述者を公判廷に呼び実際に証言をさせることになる。ところが、原供述者が死亡している場合など、その方策をとることができないことがある。このため、あらゆる場合に伝聞証拠を完全に証拠から排除すると、真実の発見に困難を生じることが予想される。
刑事訴訟法では321条以下に伝聞証拠であってもこれを証拠とすることができる例外的な場合に関する規定を置いている。これら例外のなかでは、原供述者に対する証言ができない場合には、一定の要件のもとで伝聞証拠であっても証拠能力を認めている。その中でも、裁判官や検察官の面前における供述については、通常の場合よりも要件が緩和されている。

#### 被告人以外の者の供述書面（321条）
「被告人以外の者」には共同被告人も含むと解されている。
- 裁判官面前調書（同条1項1号）

裁判官の面前における供述を録取した書面は、次の各場合に証拠能力が認められる。「1号書面」、「裁面調書」とも呼ばれる。
1. 供述者の死亡・心身故障・所在不明・国外滞在により、公判期日・公判準備期日に供述できないとき（同号前段）。
2. 供述者が公判期日・公判準備期日に、前の供述と異なった供述をしたとき（同号後段）。

- 検察官面前調書（同条1項2号）

検察官の面前における供述を録取した書面は、次の各場合に証拠能力が認められる。「2号書面」、「検察官調書」、「検面調書」とも呼ばれる。特に、後段の規定により、証人が公判で捜査段階と異なる供述をした場合に、検察官が捜査段階の検察官調書を提出することができることは、実務上重要な意味を持つ。
1. 供述者の死亡・心身故障・所在不明・国外滞在により、公判期日・公判準備期日に供述できないとき（同号前段）。列挙されている事由は例示列挙であると解され、一般的に供述不能の場合を含むと考えられている。例えば、被告人の近親者が供述拒否権（147条）を行使した場合は法律上の供述不能にあたる。
2. 供述者が公判期日・公判準備期日に、前の供述と相反するか、若しくは実質的に異なった供述をしたが（実質的相反供述）、前の供述を“信用すべき特別の情況”（特信情況）のある場合（同号後段）。実質的相反供述とは、異なった事実認定を導くおそれのある供述をいう。「前の供述を信用すべき特別の情況」とは、検察官の面前における供述に信用性の情況的保障があるということでもよいし、逆に公判廷での供述に信用性を疑わせる情況があるということでもよい。実務上問題になることが多いのは後者である。

- 司法警察員面前調書等（同条1項3号）

1号、2号以外の書面は、次の場合に証拠能力が認められる。警察官（司法警察員、司法巡査）に対する供述調書（「警察官調書」、「員面調書」又は「巡面調書」）はこれに当たり、これを証拠として提出するためには厳格な要件が課されている。被害届などもこれに当たる。「3号書面」とも呼ばれる。私人が録取した書面（弁護人等）も本号に該当する。
供述者の死亡・心身故障・所在不明・国外滞在により、公判期日・公判準備期日に供述できないときで（供述不能）、かつ、その供述が犯罪事実の存否の証明に欠くことができず（不可欠性）、しかも、その供述が特に信用すべき情況においてなされたとき（絶対的特信情況）。
- 証人尋問調書・検証調書（同条2項）

被告人以外の者の公判準備若しくは公判期日における供述を録取した書面は、無条件で証拠能力を認められる。
裁判官の検証の結果を記載した書面も、無条件で証拠能力を認められる。
- 捜査機関の検証調書（同条3項）、鑑定人の鑑定書（同条4項）

捜査機関の検証の結果を記載した書面（検証調書）は、作成者の真正作成供述（作成者が公判期日において証人として尋問を受け、真正に作成したことを供述する）を条件に、証拠能力を認められる（同条3項）。実況見分調書も同様と解されている。
裁判所が命じた鑑定の経過及び結果を記載した書面で、鑑定人の作成した書面（鑑定書）も、鑑定人の真正作成供述を条件に証拠能力を認められる（同条4項）。捜査機関の嘱託を受けた鑑定受託者の作成した書面（科捜研の作成した尿の鑑定書など）は、直接同項には該当しないが、同様の趣旨から証拠能力が認められている。

#### 被告人の供述書面（322条）
- 被告人の供述書及び供述録取書一般（同条1項）

被告人が作成した供述書又は被告人の供述を録取した書面（供述調書）については、不利益な事実の承認を内容とするとき（任意性が必要）又はその供述が特に信用すべき情況においてなされたときに証拠能力が認められる。任意性の立証は319条1項に準じる（自白法則を参照）。
- 公判供述調書（同条2項）

被告人の公判準備又は公判期日における供述を録取した書面については、供述が任意にされたものであると認められるときに証拠能力が認められる。

#### その他の特信文書（323条）
特に信用すべき情況の下に作成された、と言えるものを列挙している。
- 戸籍謄本、公正証書謄本その他公務員がその職務上証明できる事実についてその公務員の作成した書面（同条1号）
- 商業帳簿、航海日誌その他業務の通常の過程において作成された書面（同条2号）。領収書については、個々の相手方に対して発行されるもので、「業務の通常の過程で作成された書面」にあたらないとした裁判例がある（東京地決昭和56年1月22日判時992号3頁）
- その他特に信用すべき情況の下に作成された書面（同条3号）

#### 伝聞供述（324条）
原供述者が被告人かどうかで分けて規定されている。
- 被告人の供述を内容とする被告人以外の者の供述（同条1項）

322条の規定が準用される。
- 被告人以外の供述を内容とする被告人以外の者の供述（同条2項）

321条1項3号の規定が準用される。

#### 同意書面（326条）
検察官及び被告人が証拠とすることに同意した書面又は供述は、書面作成時又は供述時の情況を考慮し相当と認めるときは、これを証拠とすることができる。この同意の法的性質をめぐっては、端的に証拠能力の付与と考えるか反対尋問権の放棄と考えるか争いがある。証拠能力の付与と捉える説は、被告人の供述（322条）が同意の対象となっていることを根拠とする。
実務的には、３２６条により証拠採用を決定する例がもっとも多い。刑事訴訟規則１９０条２項が証拠決定に際して他方当事者あるいはその弁護人の意見を聴くことを定めているが、３２６条の同意あるいは不同意はこの意見として述べられるのが通例である。

#### 合意書面（327条）
検察官及び被告人又は弁護人が合意の上、文書の内容又は公判期日に出頭すれば供述することが予想されるその供述の内容を書面に記載して提出したときは、その書面を証拠とすることができる。これまで実務上は、合意書面が利用されることは稀であったが、裁判員制度の実施にあたっては合意書面の利用も必要になるのではないかと指摘されている。

#### 補助証拠（328条）
伝聞証拠であって本来は証拠として使用できないものであっても、被告人証人その他の者の供述を争うためには、これを証拠とすることができる。